# Іскриця
Іскри́ця (болг. Искрица) — село в Старозагорській області Болгарії. Входить до складу общини Гилибово.

## Населення
За даними перепису населення 2011 року у селі проживали 219 осіб.
Національний склад населення села:
| Національність   | Кількість осіб | Відсоток |
| ---------------- | -------------- | -------- |
| болгари          | 203            | 92,7%    |
| цигани           | 16             | 7,3%     |
| турки            | 0              | 0%       |
| інша             | 0              | 0%       |
| не визначились   | 0              | 0%       |
| Всього відповіли | 219            |          |

Розподіл населення за віком у 2011 році:
Динаміка населення: